# Hunter Mahan
Hunter Mahan, född maj 17 1982, är en amerikansk professionell golfspelare som har vunnit två WGC-tävlingar och har som bäst varit rankad som världsfyra i den officiella världsrankingen.

## Biografi
Mahan, född 1982 i Orange, Kalifornien, hade en lyckad amatörkarriär; han vann 1999 5A Texas State High School Championship och 1999 års U.S. Junior Amateur. Han började sedan på University of Southern California, för att året därpå byta till Oklahoma State University, där han blev utnämnd två gånger som Big 12 Conference Player of the Year och var first-team All American vid två tillfällen.
Han slutade tvåa i U.S. Amateur 2002 och vann Haskins Award, som delas ut till årets bästa manliga collegespelare.

### Professionell karriär
Mahan blev proffs 2003 och genom bra spel på PGA Tourens Q-School hösten 2003 kvalificerade han sig upp på PGA Touren för 2004. Mahan vann sin första PGA Tourtävling 2007 i Travelers Championship, där han vann över Jay Williamson genom att göra birdie på det första särspelshålet. Vinsten gav Mahan två års fortsatta spelrättigheter på PGA Touren samt lyfte upp honom till top-100 på världsrankingen för första gången. Mahan blev handplockad in i 2007 års Presidents Cup lag av lagkapten Jack Nicklaus. Han slutade 2007 års säsong på 15:e plats i FedEx Cup rankingen.
Mahan vann sin andra PGA Tourseger 2010 i Waste Management Phoenix Open, där han besegrade tvåan Ricke Fowler med ett slag. Han vann senare i augusti samma år sin tredje PGA Tourseger och sin första seger i en WGC-tävling i WGC-Bridgestone Invitational. Han besegrade tvåan Ryan Palmer med två slag.
Efter en bra säsong spelade sig Mahan in i 2010 års Ryder Cup, där han blev placerad av den amerikanska lagkaptenen Corey Pavin att spela den sista singelmatchen på söndagen; den match som brukar anses vara den viktigaste. Efter 16 hål är den totala ställningen 13,5 poäng till Europa och 13,5 poäng till USA med enbart Mahans match mot Graeme McDowell kvar, vilket gör den avgörande för mästerskapet. McDowell är ett upp mot Mahan inför det 17:e hålet som är ett par-3 hål. Mahan missar greenen från utslaget och duffar sedan chippen, vilket resulterar i en bogey och McDowell vinner matchen med 3&1 och Europa vinner mästerskapet med 14,5 mot USA:s 13,5 poäng.
Mahan vinner sin andra WGC-tävling i februari 2012 genom att besegra Rory McIlroy 2&1 i finalmatchen av WGC-Accenture Match Play Championship. Senare under 2012 vann Mahan sin femte seger på PGA Touren i Shell Houston Open med ett slag över tvåan Carl Pettersson, vilket gjorde att han klättrade till en fjärdeplats på världsrankingen.
Mahan blev sedan tvåa i 2013 års WGC-Accenture Match Play Championship, han förlorade i finalmatchen mot Matt Kuchar med 2&1.
I augusti 2014 vinner Mahan The Barclays, vilket blev hans sjätte PGA Tourseger och tävlingen var den första av fyra i FedEx-slutspelen.
Mahan var den enda spelaren att spela alla FedEx Cup-slutspelstävlingar, ett slutspel med fyra tävlingar som började 2007. Mahan misslyckades att kvalificera sig för The Tour Championship 2015, där de 30 bästa spelarna på FedEx Cup-rankingen får delta.
Lagkaptenen för det amerikanska Ryder Cup laget 2014, Tom Watson, handplockade Mahan till laget, vilket blev Mahans tredje deltagande i mästerskapet.

## Vinster

### PGA Tour
| No. | Datum        | Tävling                               | Resultat        | Mot par | Segermarginal | Runner-up                                  |
| --- | ------------ | ------------------------------------- | --------------- | ------- | ------------- | ------------------------------------------ |
| 1   | Jun 24, 2007 | Travelers Championship                | 62-71-67-65=265 | -15     | Särspel       | Jay Williamson                             |
| 2   | Feb 28, 2010 | Waste Management Phoenix Open         | 68-70-65-65=268 | -16     | 1 slag        | Rickie Fowler                              |
| 3   | Aug 8, 2010  | WGC-Bridgestone Invitational          | 71-67-66-64=268 | -12     | 2 slag        | Ryan Palmer                                |
| 4   | Feb 26, 2012 | WGC-Accenture Match Play Championship | 2&1             | 2&1     | 2&1           | Rory McIlroy                               |
| 5   | Apr 1, 2012  | Shell Houston Open                    | 69-67-65-71=272 | -16     | 1 slag        | Carl Pettersson                            |
| 6   | Aug 24, 2014 | The Barclays                          | 66-71-68-65=270 | -14     | 2 slag        | Stuart Appleby, Jason Day Cameron Tringale |

### Tidslinje i majors
| Mästerskap            | 2003 | 2004 | 2006 | 2007 | 2008 | 2009 | 2010 | 2011 | 2012 |
| --------------------- | ---- | ---- | ---- | ---- | ---- | ---- | ---- | ---- | ---- |
| Masters Tournament    | T28  |      |      |      | CUT  | T10  | T8   | CUT  | T13  |
| U.S. Open             | CUT  |      |      | T13  | T18  | T6   | CUT  | CUT  | T38  |
| The Open Championship |      | T36  | T26  | T6   | CUT  | CUT  | T37  | CUT  | T19  |
| PGA Championship      |      |      | CUT  | T18  | CUT  | T16  | T39  | T19  | CUT  |

| Tournament            | 2013 | 2014 | 2015 | 2016 | 2017 |
| --------------------- | ---- | ---- | ---- | ---- | ---- |
| Masters Tournament    | CUT  | T26  | T9   | 54   |      |
| U.S. Open             | T4   | CUT  | CUT  |      |      |
| The Open Championship | T9   | T32  | T49  |      |      |
| PGA Championship      | T57  | T7   | T43  |      |      |

Tomma rutor indikerar att han inte har spelat.
CUT = missad kvalgräns.
"T" = delad

## Lagtävlingar
Professionell
- Presidents Cup: 2007, 2009, 2011, 2013
- Ryder Cup: 2008, 2010, 2014